# Champignelles
Ne doit pas être confondu avec Champignolles ou Champigneulles.
Champignelles est une commune française située dans le département de l'Yonne en région Bourgogne-Franche-Comté (anciennement région Bourgogne), limitrophe du département du Loiret.

## Géographie

### Hydrographie
La source du ru du Cuivre, affluent de l'Ouanne, se trouve dans le sud-ouest de la commune (près du Chêne de la Danse). Il coule vers le nord et passe à l'ouest du bourg.
Le Beaune, affluent du Loing, fait un rapide passage dans le sud de la commune par le Grand Étang Neuf.
L'Agréau, affluent du Branlin, traverse la commune du sud au nord. Il entre dans la commune au Grand Villars, passe par les Vigreux, la source de la Fontaine Saint-Michel, contourne le vieux bourg de Champignelles par l'ouest (au pied de la butte, arrose la Ravine, le Petit Moulin, la Saronnerie, et sort de la commune au pied du château d'Asnières.
Le Branlin entre sur la commune près du leu-dit le Marteau, reçoit son affluent le ru de Louesme 300 m après le gué de la Forge, puis un autre affluent plus petit venant de l'étang d'Annebaude, avant de passer sur la commune de Malicorne.
La commune est donc sillonnée par quatre cours d'eau et deux de leurs affluents, à quoi s'ajoutent de nombreuses sources et quantité de mares, étangs et zones humides. Le Grand Etang Neuf sur le Beaune a plus de 7 ha sur Champignelles (et plus de 1 ha sur Champcevrais). L'étang d'Annebaude, deuxième plus grand étang de la commune, couvre environ 4,7 ha.

### Climat
Pour des articles plus généraux, voir Climat de la Bourgogne-Franche-Comté et Climat de l'Yonne.
En 2010, le climat de la commune est de type climat océanique dégradé des plaines du Centre et du Nord, selon une étude du Centre national de la recherche scientifique s'appuyant sur une série de données couvrant la période 1971-2000. En 2020, Météo-France publie une typologie des climats de la France métropolitaine dans laquelle la commune est exposée à un climat océanique altéré et est dans la région climatique  Centre et contreforts nord du Massif Central, caractérisée par un air sec en été et un bon ensoleillement.
Pour la période 1971-2000, la température annuelle moyenne est de 10,8 °C, avec une amplitude thermique annuelle de 15,9 °C. Le cumul annuel moyen de précipitations est de 743 mm, avec 11,6 jours de précipitations en janvier et 7,4 jours en juillet. Pour la période 1991-2020, la température moyenne annuelle observée sur la station météorologique de Météo-France la plus proche, « Grandchamp_sapc », sur la commune de Charny Orée de Puisaye à 12 km à vol d'oiseau, est de 11,3 °C et le cumul annuel moyen de précipitations est de 758,6 mm. 
La température maximale relevée sur cette station est de 41,1 °C, atteinte le 25 juillet 2019 ; la température minimale est de −24 °C, atteinte le 9 janvier 1985,,.
Les paramètres climatiques de la commune ont été estimés pour le milieu du siècle (2041-2070) selon différents scénarios d'émission de gaz à effet de serre à partir des nouvelles projections climatiques de référence DRIAS-2020. Ils sont consultables sur un site dédié publié par Météo-France en novembre 2022.

## Urbanisme

### Typologie
Au 1er janvier 2024, Champignelles est catégorisée commune rurale à habitat dispersé, selon la nouvelle grille communale de densité à sept niveaux définie par l'Insee en 2022.
Elle est située hors unité urbaine et hors attraction des villes,.

### Occupation des sols
L'occupation des sols de la commune, telle qu'elle ressort de la base de données européenne d’occupation biophysique des sols Corine Land Cover (CLC), est marquée par l'importance des territoires agricoles (78,1 % en 2018), en diminution par rapport à 1990 (79,8 %). La répartition détaillée en 2018 est la suivante :
terres arables (65,7 %), forêts (20,6 %), prairies (8,7 %), zones agricoles hétérogènes (3,7 %), zones urbanisées (1,4 %). L'évolution de l’occupation des sols de la commune et de ses infrastructures peut être observée sur les différentes représentations cartographiques du territoire : la carte de Cassini (XVIIIe siècle), la carte d'état-major (1820-1866) et les cartes ou photos aériennes de l'IGN pour la période actuelle (1950 à aujourd'hui).

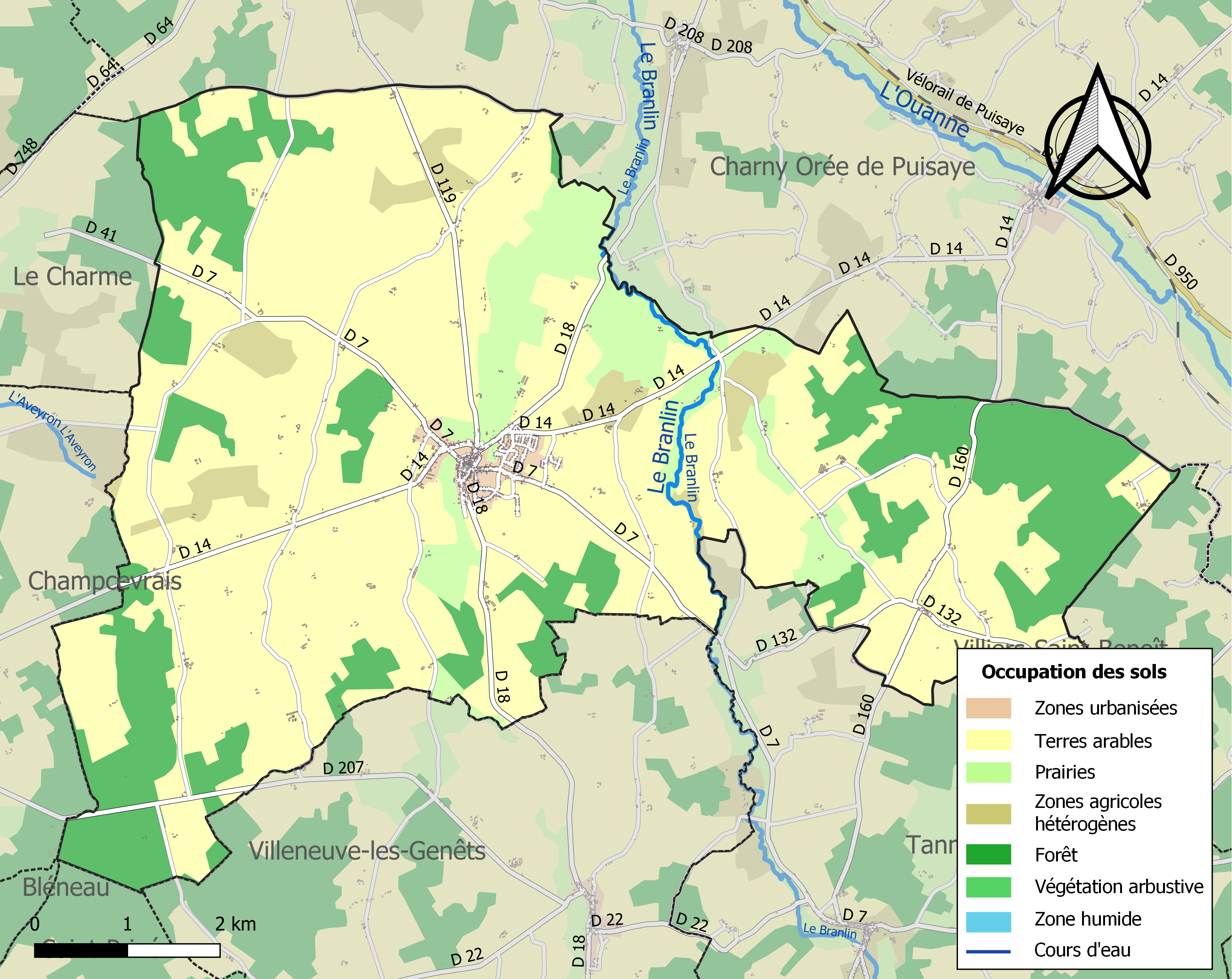
Carte des infrastructures et de l'occupation des sols de la commune en 2018 (CLC).

## Histoire

### XIesiècle
Champignelles est cité dans une liste d'églises datée du XIe s,ajoutée au Liber Sacramentorum de Sens. Il s’agit d’une liste de 145 églises, paroisses ou prieurés appartenant à l’archidiaconé de Sens, qu’un scribe écrivit au verso des feuillets 3 et 4 d’un sacramentaire à l’usage de l’Eglise de Sens.
Campignol (Champignelles)  apparaît plus précisément parmi les quarante-neuf églises composant le Ministerium confié à cette époque au prêtre Frédéraire, couvrant notamment le futur doyenné de Courtenay. Sont également citées, entre autres, les églises de Domnum Martinum (Saint-Martin-sur-Ouanne), Tanotram (Tannerre) et Grandem Campum (Grandchamp), mais ni Charny, ni Malicorne ne semblent avoir d’église à cette époque.
La paroisse de Champignelles dépendait dans l’ancienne France du doyenné de Courtenay, l’un des cinq doyennés de l’archidiaconé de Sens, lui-même l’un des cinq archidiaconés de l’archidiocèse de Sens. Ce doyenné de Courtenay comprenait au sud ouest Charny, Fontenouilles, Marchais-Beton, Chambeugle, Champignelles et Champcevrais. À l’ouest, les paroisses de Dicy, Douchy, Melleroy, Chêne-Arnoult, Saint-Maurice sur Lavéron, Aillant-sur-Milleron et Rogny appartenaient au doyenné de Ferrières de l’archidiaconé du Gâtinais.

### Une période sombre pour Champignelles: 1348 -1360
Après la peste noire qui sévit en 1349 tuant environ le tiers de la population française, c'est au tour du capitaine anglais Robert Knolles, depuis la forteresse voisine de Malicorne, de ravager la région entre 1358 et 1360. Il dévaste Champignelles, maltraite et rançonne la population. Il faudra plusieurs générations avant que la région se repeuple.
Trace émouvante des exactions de Robert Knowles et de ses comparses, une lettre de rémission est accordée en mars 1368 par le Dauphin (futur Charles V) aux habitants de Saint-Martin-sur-Ouanne et de Champignelles :
« Savoir faisons que comme nos ennemis ont naguère pris et tiennent le châtel de Malicorne-sur-Ouanne et pillent, brûlent, rançonnent, détruisent tout le pays, mettent à mort et prennent prisonniers tous les hommes et ravissent et déshonorent toutes les femmes qu’ils peuvent trouver […] pour ce […] les habitants […] se sont rançonnés à ces ennemis sans notre licence […] et pour ce notre amé Bérard de Bellegarde a fait brûler plusieurs desdites villes en tout ou parti et pillé et pris les biens desdits habitants et avec ce a pris ou fait prendre quelques-uns desdits habitants […] et veut les rançonner […] »
Le Dauphin leur fit grâce, ordonne la mise en liberté des prisonniers et la restitution du butin et des rançons déjà perçues.

### Les seigneurs de Champignelles
- Pierre Ier de France (1126 - 1180/1183), sixième enfant de Louis VI le Gros, devient seigneur d'un vaste territoire en Gâtinais, dont Champignelles et Charny, par son mariage avec Élisabeth de Courtenay († 1205), fille de Renaud de Courtenay[16] : d'où la Maison capétienne de Courtenay (leur fils aîné, Pierre II, continue les sires de Courtenay).
- Robert Ier de Courtenay (1168-1239), second fils des précédents, seigneur notamment de Champignelles, Charny, Château-Renard en partie, Chantecoq et Conches, fut bouteiller du roi de France Louis VIII. Il fonde Villeneuve-les-Genêts où il fait bâtir une église en 1217 puis se croise en 1239 pour aller mourir en Palestine. De sa 1re femme, Constance de Toucy, il eut notamment Agnès, dame de Bléneau (x ~1220 Gibaud de Saint-Vérain). De sa seconde épouse Mahaut, dame de Mehun-sur-Yèvre et de Celles, il eut notamment[16] :
  - Robert de Courtenay (1224-1279), évêque d'Orléans[16] ; Jean Ier de Courtenay (1226-1270), archevêque de Reims (1266-1270) ;
  - Pierre de Courtenay, sire de Conches et de Mehun, et père d'Amicie, dame de Conches et de Mehun, épouse de Robert II d'Artois ;
  - Raoul de Courtenay sire d'Illiers-en-Auxerrois (ou Villiers ? : Villiers ?), comte de Chieti, comte de Bigorre par son mariage avec Alix de Montfort ;
  - Isabelle de Courtenay, x Jean le Sage ou l'Antique de Bourgogne-Chalon, d'où la suite des sires de Selles-sur-Cher, comtes d'Auxerre et de Tonnerre ;
- leur frère Philippe de Courtenay, sire de Champignelles (1221-† vers 1245/1246) ;
- et leur frère Guillaume Ier de Courtenay (~ 1226 - ~ 1280), seigneur de Champignelles et de La Ferté-Loupière, qui participa avec saint Louis à la prise de Carthage en 1270
  - Robert de Courtenay-Champignelles (1251-1324), fils du précédent et de sa 1re femme Marguerite de Bourgogne-Chalon, fut archevêque de Reims (1299-1324) et sacra les trois derniers Capétiens directs[16]
- Jean Ier de Courtenay-Champignelles (1265-1318), fils de Guillaume Ier et de sa seconde épouse Agnès de Toucy-Charenton, et donc demi-frère de l'archevêque Robert, fonde en 1317 une chapelle dans l'enceinte du château de Champignelles[17]. De son épouse, Jeanne de Sancerre, dame de St-Brisson, fille d'Étienne II ou III, seigneur de Saint-Brisson, il eut :
- Jean II  de Courtenay-Champignelles (1291-1334), chef de nom et d'armes de la maison de Courtenay à la mort de son oncle, l'archevêque de Reims Robert. Frère aîné de Philippe de Courtenay (1292-1346), seigneur de La Ferté-Loupière. De son épouse Marguerite de Saint-Vérain, dame de Bléneau (issue d'Agnès de Courtenay et Gibaud de St-Vérain ci-dessus), Jean II eut notamment deux fils[16] :
- Jean III de Courtenay-Champignelles (1330-1392) qui participa à la bataille de Poitiers en 1356 et fut livré en otage au traité de Calais (1360). Il servit sous Du Guesclin en 1379 et fut sans descendance de son épouse Marguerite de Thianges-Vallery[16].
- et Pierre II de Courtenay-Champignelles (1334-1394), frère du précédent. Il avait servi Jean le Bon en 1351, puis en 1369 participé à la bataille de Rosbeke (1382), mais il passa un an dans les rangs des ennemis du roi. D'Agnès de Melun-La Borde, tante du Grand-maître Charles de Melun, il eut[16] :
- Pierre III de Courtenay-Champignelles (1377-1411), conseiller et chambellan du roi Charles VI, Grand-bailli de Sens et d'Auxerre — frère aîné de Jean (Ier) de Courtenay, sire de Bléneau ci-dessous — épousa Jeanne Braque, héritière de Châtillon-sur-Loing[16], d'où :
- Jean IV de Courtenay-Champignelles (~ 1410-1472) qui suivit en Italie Gilbert de Montpensier, père du connétable de Bourbon, vice-roi de Naples, mais dissipa sa grande fortune terrienne ce qui lui valut le surnom de Jean sans Terre. Il dut alors vendre à Jacques Cœur (v. 1395/1400-1456) en 1450 les seigneuries de Champignelles, Septfonfs et Saint-Maurice-sur-Aveyron, et mourut sans descendance légitime malgré ses deux mariages avec 1° Isabeau de Châtillon-Dampierre, fille de l'amiral Jacques, et 2° Marguerite David de Longval et Droizy, veuve du célèbre La Hire[16]. Il est l'auteur de la branche bâtarde du Chesne-Saint-E(u)soge (à Rogny) et de Changy (à Gy).
- Jacques Cœur (~1398-1456), Grand argentier de Charles VII (disgracié en 1451, condamné et confisqué en 1453), par acquisition.
- Jean Ier de Courtenay-(Champignelles) (1379-1460 ; ci-dessus), seigneur de Bléneau depuis 1415, fils cadet de Pierre II de Champignelles et donc frère puîné de Pierre III et oncle de Jean IV de Champignelles, devint seigneur de Champignelles le 11 octobre 1454 (Jean V)  par une décision de justice qui lui en accorda le retrait lignager. Il hérita aussi de Tannerre et Chassenay en 1417, et de La Ferté-Loupière en 1455. (Voir Père Anselme, Histoire de la Maison royale de France, t. Ier, p. 492-495). Epoux en 1423 de Catherine, fille de François de L'Hospital, sgr. de Choisy-aux-Loges († 1427 ; de la famille du maréchal de Vitry), il fut suivi à La Ferté-Loupière par son fils cadet Pierre (1429-1504), et à Bléneau et Champignelles par son fils aîné : 
  - Jean II de Courtenay, sire de Bléneau et de Champignelles (1425-1480), marié en 1457 à Marguerite, fille de Lancelot de Boucard, d'où :
  - Jean III de Courtenay, sire de Bléneau et de Champignelles (1465-1512), époux en 1495 de Madeleine, fille de Robert de Bar de Baugy, dame de Plancy et de L'Hermite (à Charny), d'où :
  - François de Courtenay, sire de Bléneau et de Champignelles (v. 1495-1561) : Postérité de ses deux mariages, d'où la suite des seigneurs de Bléneau.

Mais en fait Champignelles était revendiquée avec succès par les Chabannes-Dammartin, au motif qu'Antoine de Chabannes (qui suit) était l'acquéreur en Puisaye et Gâtinais, vers 1453/1456, des biens spoliés au détriment de Jacques Cœur :
- Antoine de Chabannes (1408-1488), comte de Dammartin du chef de sa femme Marguerite ; à l'issue d'un procès inique, dont il fut l'un des commissaires, il acheta vers 1453/1456 pour 20 000 écus (qu'il ne paya probablement jamais) les domaines de Jacques Cœur en Puisaye et Gâtinais : Toucy, Saint-Fargeau, Charny, La Coudre (siège d'une des seigneuries-châtellenies de La Ferté-Loupière, à Perreux, voir Geoportail), Perreuse, Lavau, Mezilles, Villeneuve-les-Genêts, Champignelles, Saint-Maurice sur Aveyron, Lenfernat, Melleroy et Fontenouilles ; en 1485, il acquit de plus Courtenay. De son femme Marguerite de Nanteuil-Dammartin, épousée en 1439, il eut :
- Jean de Chabannes (v. 1462-1503), fils du précédent, comte de Dammartin, seigneur de Puisaye, marié en 2e noces (après avoir d'abord marié Marguerite d'Anjou) à Suzanne de Bourbon-Roussillon (1466-1531), fille de l'amiral Louis de Bourbon, comte de Roussillon, et de Jeanne de Valois, dame de Mirebeau (fille naturelle de Louis XI), d'où :
- Jean III de Rambures, époux en 1538 de Françoise d'Anjou-Mézières, petite-fille du précédent car fille de René d'Anjou-Mézières et d'Antoinette de Chabannes-Dammartin (fille de Jean de Dammartin et Suzanne de Bourbon). Ses enfants vendirent la terre de Champignelles à Christophe de Saucières de Tenance, qui suit ([18], le site Geneanet Pierfit, et Revue d'Histoire de l'Eglise de France, t. VI, 1920, p. 105   ).
- Christophe de Saucières de Tenance (~ 1525-1595), gentilhomme ordinaire de la Chambre du roi, baron de Champignelles : il prend part à la bataille de Saint-Denis (1567) dans le camp catholique et y est fait prisonnier. Il épouse avant 1574 Louise de Vieilchastel de Vertilly ([18] et le site Geneanet Pierfit).
- François de Saucières de Tenance, écuyer de la petite-écurie du roi, baron de Champignelles ; il épouse en 1616 Louise d'Orléans de Rère[18].
- Charles de Rogres, seigneur de Chevrainvilliers, aide de camp ; gendre du précédent, car il épouse en 1643 Marie de Saucière de Tenance[18].
- Louis de Rogres de Lusignan (1646-1684) (cf. le site Geneanet Pierfit), capitaine de cavalerie, baron de Champignelles ; il épouse en 1674 Nicole Grassin[18].
- Charles-Louis de Rogres de Lusignan (1675-1756), cornette des gendarmes bourguignons et premier maître d'hôtel du duc de Berry, marquis de Champignelles ; il épouse en 1702 Catherine de Brissay[18].
- Louis-René de Rogres de Lusignan (1705-1784), lieutenant-général des armées du roi, marquis de Champignelles ; il épouse en 1737 Henriette Lefebvre de Laubrières[18].
- Armand-Louis de Rogres de Lusignan (1740-1830), maréchal de camp, marquis de Champignelles ; il épouse en 1770 Charlotte d’Y de Missy[18] ; frère d'Adélaïde-Marie, marquise de Douhault de Chazelet (cf. le site Château de Chazelet).

## Politique et administration

### Liste des maires
| Période   | Période  | Identité      | Étiquette | Qualité           |
| --------- | -------- | ------------- | --------- | ----------------- |
|           |          |               |           |                   |
| mars 2008 | En cours | Jacques Gilet | DVD       | Retraité agricole |

## Démographie
L'évolution du nombre d'habitants est connue à travers les recensements de la population effectués dans la commune depuis 1793. Pour les communes de moins de 10 000 habitants, une enquête de recensement portant sur toute la population est réalisée tous les cinq ans, les populations de référence des années intermédiaires étant quant à elles estimées par interpolation ou extrapolation. Pour la commune, le premier recensement exhaustif entrant dans le cadre du nouveau dispositif a été réalisé en 2004.

En 2022, la commune comptait 896 habitants, en évolution de −13,76 % par rapport à 2016 (Yonne : −1,95 %, France hors Mayotte : +2,11 %).
| 1793  | 1800  | 1806  | 1821  | 1831  | 1836  | 1841  | 1846  | 1851  |
| ----- | ----- | ----- | ----- | ----- | ----- | ----- | ----- | ----- |
| 1 134 | 1 163 | 1 159 | 1 270 | 1 330 | 1 388 | 1 372 | 1 546 | 1 546 |

| 1856  | 1861  | 1866  | 1872  | 1876  | 1881  | 1886  | 1891  | 1896  |
| ----- | ----- | ----- | ----- | ----- | ----- | ----- | ----- | ----- |
| 1 548 | 1 566 | 1 570 | 1 541 | 1 521 | 1 494 | 1 505 | 1 416 | 1 413 |

| 1901  | 1906  | 1911  | 1921  | 1926  | 1931  | 1936  | 1946  | 1954  |
| ----- | ----- | ----- | ----- | ----- | ----- | ----- | ----- | ----- |
| 1 334 | 1 296 | 1 360 | 1 198 | 1 220 | 1 172 | 1 119 | 1 068 | 1 066 |

| 1962 | 1968  | 1975  | 1982  | 1990  | 1999  | 2004  | 2006  | 2009  |
| ---- | ----- | ----- | ----- | ----- | ----- | ----- | ----- | ----- |
| 983  | 1 020 | 1 115 | 1 160 | 1 086 | 1 131 | 1 082 | 1 066 | 1 042 |

| 2014  | 2019 | 2022 | - | - | - | - | - | - |
| ----- | ---- | ---- | - | - | - | - | - | - |
| 1 042 | 920  | 896  | - | - | - | - | - | - |

## Culture locale et patrimoine

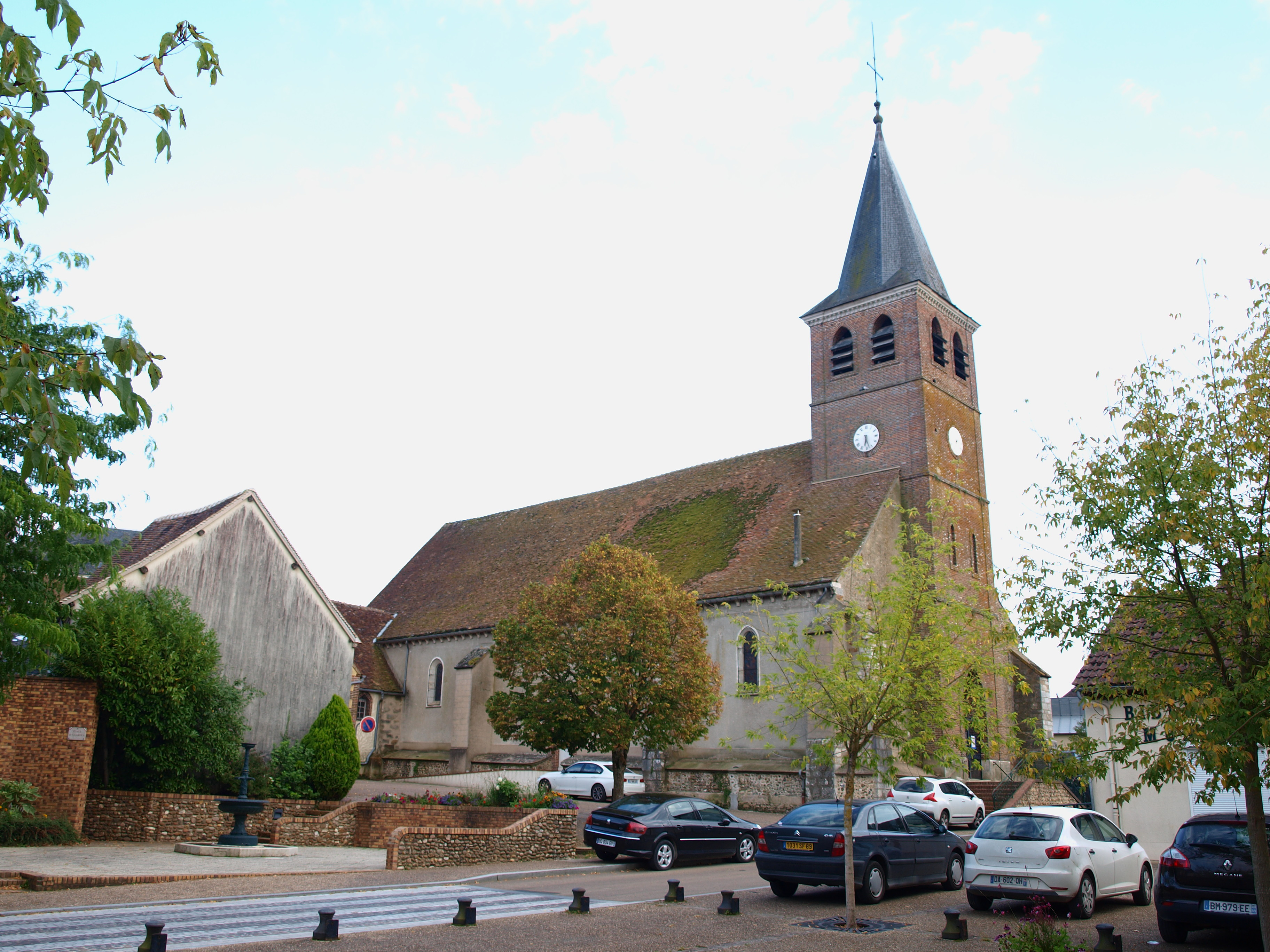
Église Sainte Colombe

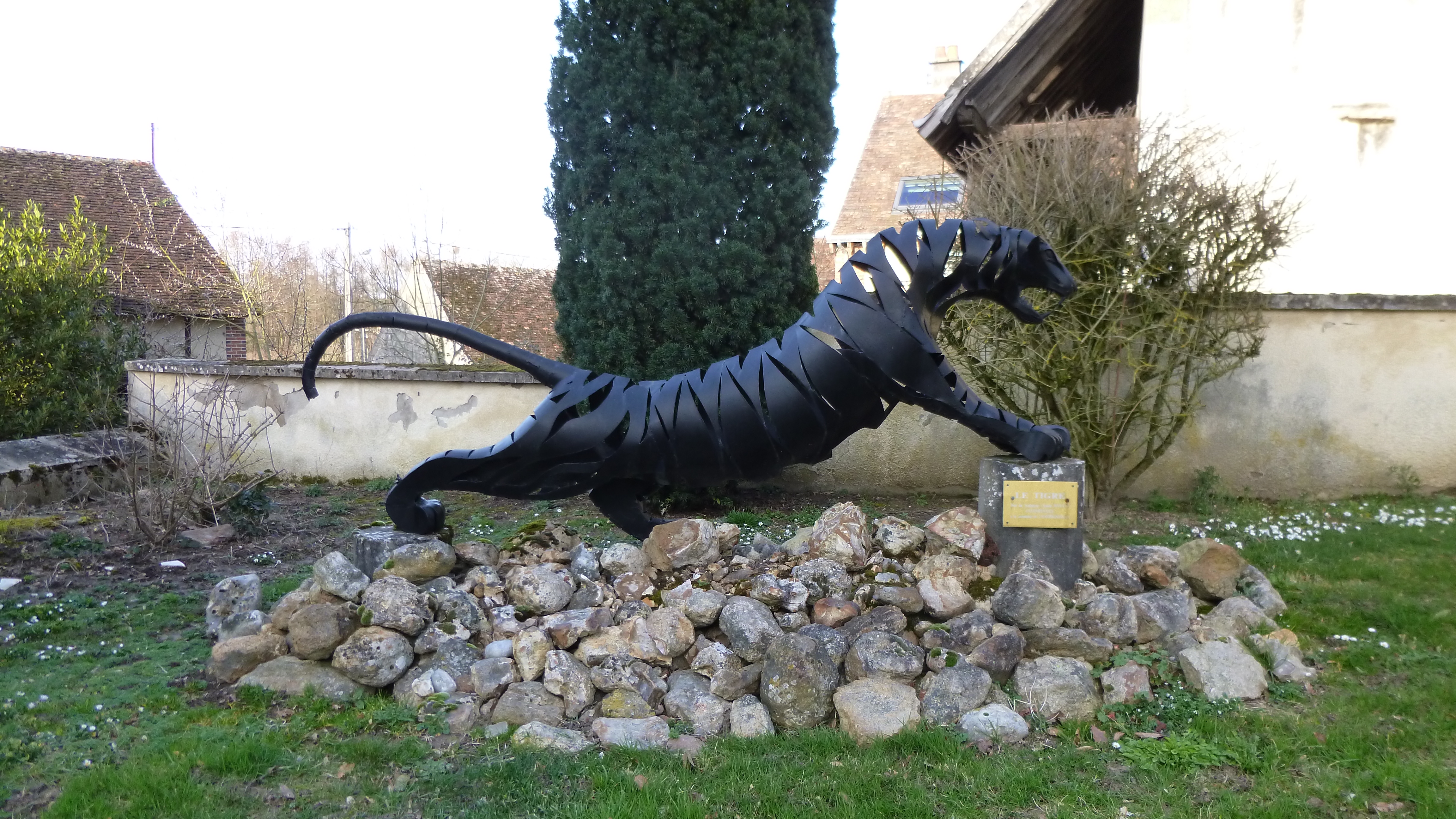
Le Tigre
par Paul Welsch.

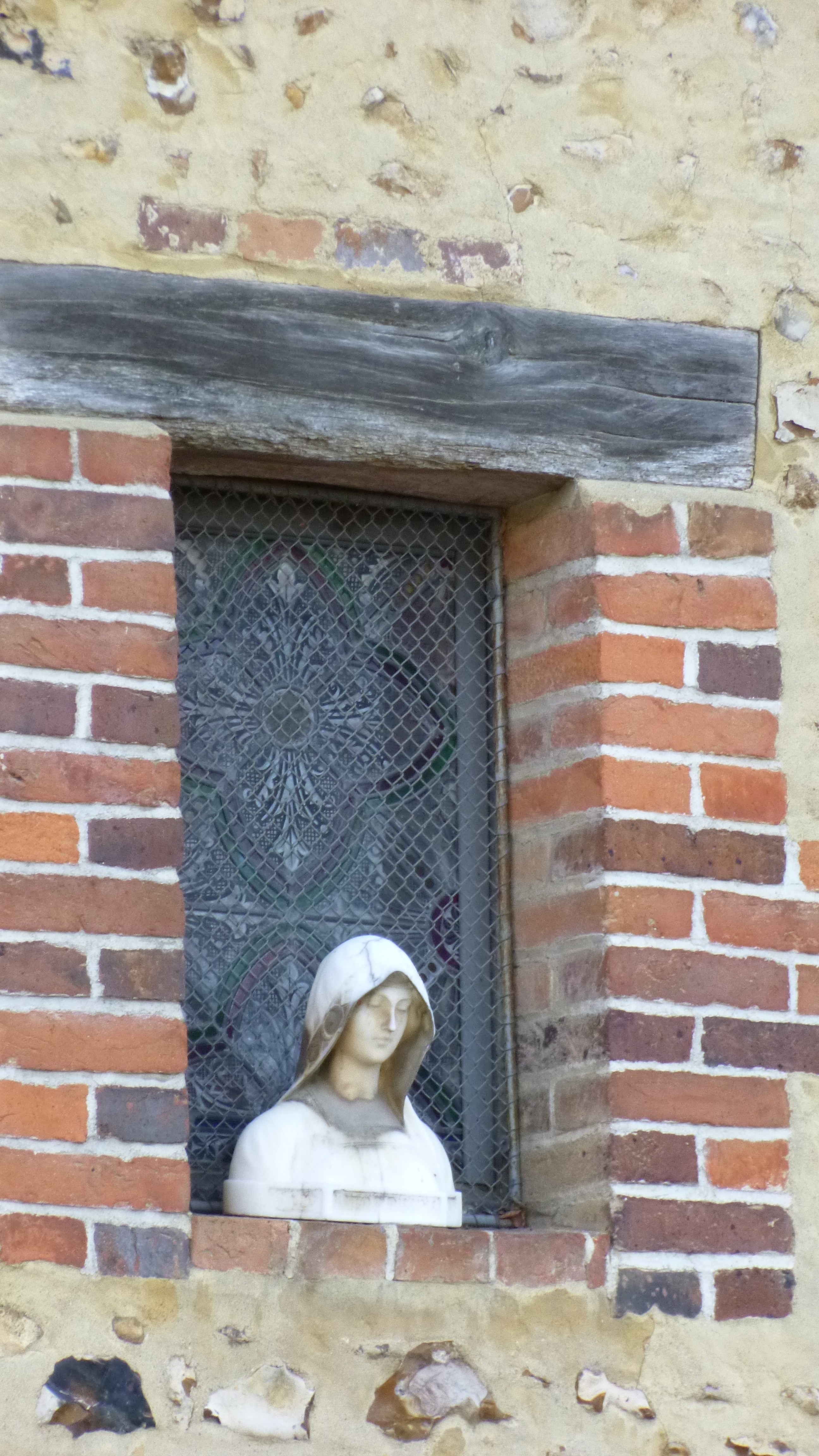
Statue à la fenêtre du presbytère, regardant le Tigre de Welsch.

### Lieux et monuments
- Église Saint-Roch de Louesme.
- Église Sainte Colombe
- Manoir du Parc-Vieil

### Événements
Chaque été, depuis 2003, Champignelles est le centre névralgique des Estivales en Puisaye-Forterre, festival de musique classique qui se déroule dans la deuxième quinzaine d'août à travers une quinzaine de communes de la Puisaye, dans l'Yonne, la Nièvre et le Loiret. Une représentation originale d'une opérette ou d'un opéra est chaque année créée à Champignelles par la troupe des Estivales.
Les « Rencontres de Champignelles » sont une manifestation annuelle organisée pour permettre aux maires et à leurs adjoints de se réunir afin de parler des problèmes spécifiques à leur fonction et pour mettre en commun leur expérience d'élus locaux. Les XXIe rencontres de Champignelles, en octobre 2010, ont réuni près de 150 maires et adjoints de Puisaye.

### Loisirs
Le petit train de Champignelles a été créé par un groupe de passionnés qui a reconstitué un réseau ferroviaire en modèle réduit à l'échelle 1/3 sur de voies de 40 cm. Il promène les visiteurs dans les wagons spécialement conçus, sur un circuit de 1 km,.

### Personnalités liées à la commune
- Robert Ier de Courtenay-Champignelles (1168-1239), seigneur et petit-fils du roi Louis VI.
- Pierre Duguiot (1823-1918), homme politique né et mort sur la commune.
- André Barbault (1921-2019), astrologue français.

## Environnement

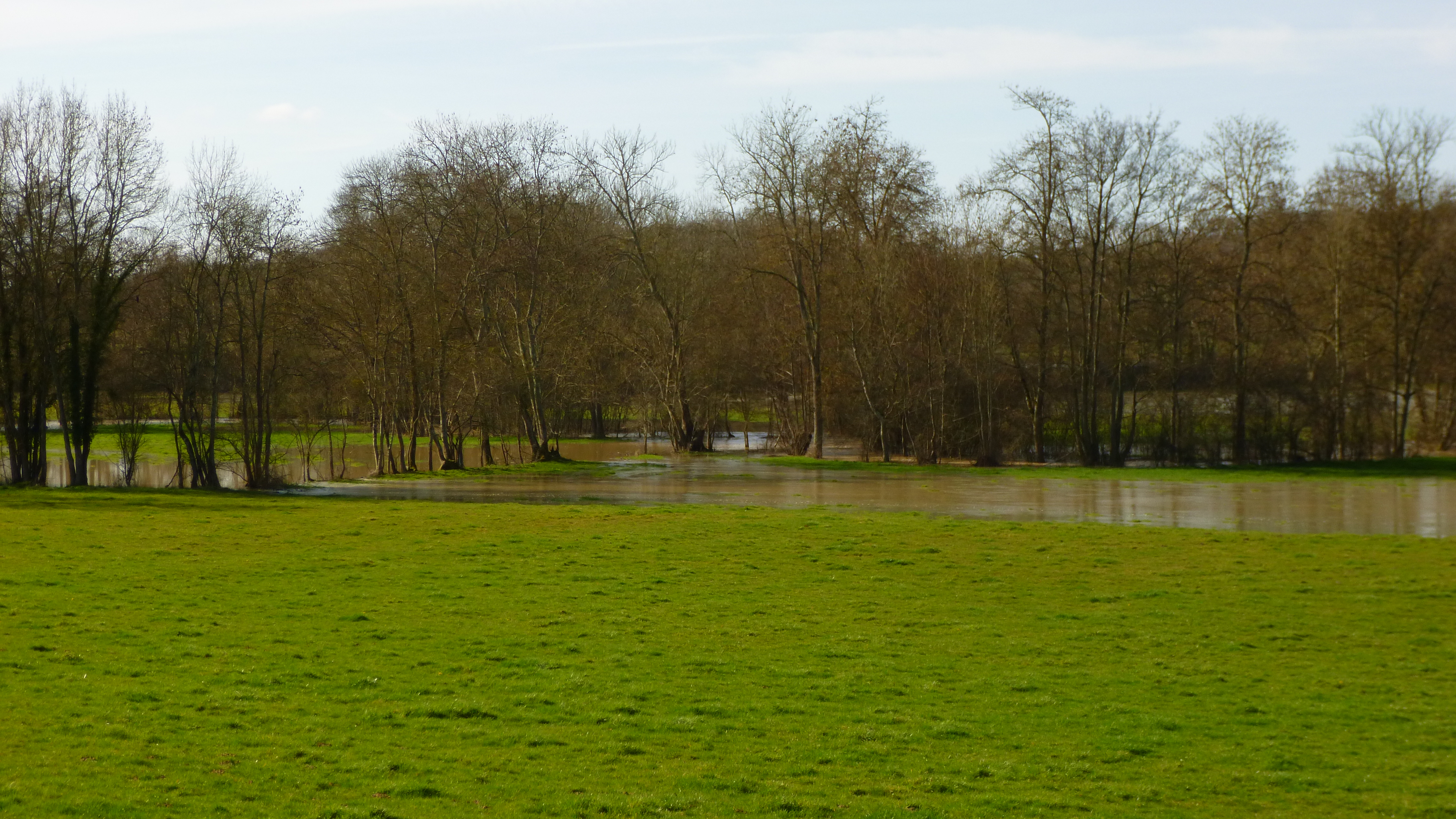
Inondations saisonnières
du Branlin et de l'Agréau.

La commune inclut deux ZNIEFF :
La ZNIEFF des étangs, bocages, landes et forêts de Puisaye entre Loing et Branlin, 11 699 ha répartis sur 12 communes, et vise particulièrement les habitats d'eaux douces stagnantes ; les autres habitats présents dans cette ZNIEFF sont des eaux courantes, landes, fruticées, pelouses, prairies humides et mégaphorbiaies, tourbières, marais, bocages et bois.

Sur Champignelles elle couvre la pointe sud-ouest de la commune attenante à celles de Bléneau, Saint-Privé et Champcevrais, soit environ 100 ha au sud de la D 207 qui incluent la partie sud du Grand Etang Neuf, et les lieux-dits les Roches et le Petit Étang.
La ZNIEFF de la vallée du Branlin de Saints à Malicorne, totalisant 2464 ha répartis sur huit communes. Elle vise les habitats d'eaux courantes (milieu déterminant); on y trouve aussi des tourbières, marais, prairies humides et mégaphorbiaies, cultures et bocages.
Sur la commune elle couvre, comme son nom l'indique, la vallée du Branlin et une partie de ses coteaux voire leur hauteur complète. La photo ci-contre montre les inondations saisonnières de la vallée, ici en février, au nord de Champignelles juste avant la confluence de l'Agréau (en arrière-plan derrière les arbres) avec le Branlin en avant-plan).

## Pour approfondir